# Silvestro Marcantonio Morosini
Silvestro Marcantonio Morosini (Venezia, ... – Treviso, 7 marzo 1639) è stato un vescovo cattolico italiano.

## Biografia
Nato a Venezia da una nobile famiglia del patriziato veneto ed entrato nell'ordine dei benedettini, nel 1628 divenne abate commendatario dell'abbazia di Santa Maria in Silvis di Sesto al Reghena.
Il 14 marzo 1633 fu eletto vescovo di Treviso.
Compì la visita pastorale alla diocesi tra il 1633 e il 1635.
Morì a Treviso il 7 marzo 1639 e venne sepolto in Duomo.

## Genealogia episcopale
La genealogia episcopale è:
- Cardinale Scipione Rebiba
- Cardinale Giulio Antonio Santori
- Cardinale Girolamo Bernerio, O.P.
- Arcivescovo Galeazzo Sanvitale
- Cardinale Ludovico Ludovisi
- Cardinale Luigi Caetani
- Vescovo Giovanni Battista Scanaroli
- Vescovo Silvestro Marcantonio Morosini